# AMD Am9080
Az  Am9080  egy 8 bites mikroprocesszor, az AMD terméke, amelyet 1974-től kezdve gyártottak. Az Intel 8080 processzor egy klónja, amelynek visszafejtését Shawn Hailey és Kim Hailey végezte az AMD-hez való belépésüket megelőzően, a Xerox cégnél és magánúton, akik egy korai Intel csip fotóiból kiindulva kifejlesztették a teljes kapcsolást és logikai diagramot. A processzor több változatban a piacra került, és nagy üzleti siker lett.

## Történet
A csip tehát az Intel 8080A processzor mikrofotók alapján visszafejlesztett változata volt, kissé továbbfejlesztett elektromos paraméterekkel és kisebb lapkamérettel, és az AMD-nél a 9080A nevet kapta.
A kisebb lapkaméret következményeképpen a gyártás során elérték a 100 lapka/ostya mennyiséget, ami nagyságrenddel meghaladta az Intel kihozatalát, és a processzor négyszer gyorsabb is volt, mint az Intelé, emiatt igen népszerű lett.
A csipet eredetileg licenc nélkül kezdték gyártani. A gyártás kezdeti szakaszában egy csip költsége 50 cent volt, egy ostyán (wafer) 100 csippel készült, és a processzorokat katonai piacon értékesítették, darabját 700 dolláros áron. Az Am9080 első változatait 1974 áprilisában kezdték forgalmazni. A CPU kezdeti változata 2 MHz-es sebességen működött, később megjelentek magasabb órajelű változatai is (2,083, 2,632, 3,125, 4 MHz).
1976-ban az AMD keresztlicenc-megállapodást kötött az Intellel, amely mindkét cégnek felhatalmazást adott arra, hogy a terméket második forrásként forgalmazzák – ez mindkét gyártó számára lehetővé tette az olyan piaci szegmensekbe való bejutást, amely kizárta az egyetlen forrásból származó termékeket (az ellátás folyamatos biztosítása érdekében). A megállapodás nem kizárólagos jogot biztosított egymásnak a másik fél szabadalmaival védett termékek gyártására, felhasználására és értékesítésére. A megállapodás emellett kölcsönösen felmentette a cégeket a múltbeli szabadalomsértésekért való felelősség alól. Az AMD 325 ezer dollárt fizetett az Intelnek (25 ezer dollárt az aláíráskor és ezt követően évente 75 ezret). A megállapodást később, 1982-ben kibővítették, amely ezután kiterjedt az x86-os mikroprocesszor-családra is, és később hosszadalmas, 1996-ig tartó jogi vitába torkollott.

## Fordítás
- Ez a szócikk részben vagy egészben  az   AMD Am9080  című angol Wikipédia-szócikk ezen változatának fordításán alapul.  Az eredeti cikk szerkesztőit annak laptörténete sorolja fel. Ez a jelzés csupán a megfogalmazás eredetét és a szerzői jogokat jelzi, nem szolgál a cikkben szereplő információk forrásmegjelöléseként.